# کافس
کافس (به انگلیسی: Kuffs) فیلمی محصول سال ۱۹۹۲ و به کارگردانی بروس ای.ایوانز است. در این فیلم بازیگرانی همچون کریستین اسلیتر، تونی گلدوین، میلا یوویچ، بروس بوکسلیتنر، تروی اوانز، لئون ریپی و ماری الن ترینور ایفای نقش کرده‌اند.

## داستان
جورج کوفس، یک جوان ۲۱ ساله غیرمسئول که دبیرستان را ترک کرده از سانفرانسیسکو، دوست دختر باردار خود مایا را ترک کرده‌است. جورج که شغل خود را از دست داده و هیچ چشم‌انداز دیگری ندارد، به ملاقات برادرش برد، برای درخواست پول می‌رود. برد به عنوان یک افسر در پلیس ویژه گشت سانفرانسیسکو خدمت می‌کند، یک واحد پلیس کمکی غیرنظامی که افسران بالقوه ای دارد که مناطق خاصی را به خود اختصاص می‌دهند و بر اساس استخدام کار می‌کنند. برد، که مایل به قرض دادن به جورج نیست، به جورج پیشنهاد می‌کند که به عنوان یک گشت ویژه در منطقه ای که مالک آن است به او بپیوندد و زیر نظر او کار کند. قبل از اینکه جورج بتواند در مورد قبول پیشنهاد تصمیم بگیرد، براد توسط مردی به نام کین مورد اصابت گلوله قرار می‌گیرد که جورج می‌بیند که اسلحه در دست دارد. کین اسلحه را رها می‌کند و با بی‌احتیاطی از صحنه دور می‌شود و براد سریعاً به بیمارستان منتقل می‌شود